# NhacSo.net
NhacSo.net là một dịch vụ âm nhạc kỹ thuật số ra mắt lần đầu vào năm 2005, được coi là một trong những trang web âm nhạc trực tuyến đầu tiên và lớn nhất Việt Nam tại thời điểm hoạt động.

## Lịch sử
NhacSo.net chính thức ra mắt lần đầu vào ngày 3 tháng 6 năm 2005, dưới sự quản lý của FPT Online. Đến đầu 2011, phiên bản mạng xã hội 2.0 của trang web được phát hành. Sau khi thuộc về quản lý của FPT Telecom vào năm 2014, ứng dụng NhacSo.net đã ra mắt vào tháng 4 năm sau. Ngày 3 tháng 10 năm 2016, NhacSo.net chính thức dừng hoạt động.

## Ảnh hưởng
Được coi là trang web âm nhạc có bản quyền đầu tiên ở Việt Nam, tại thời điểm hoạt động, NhacSo.net đã nhanh chóng trở thành một trong những trang web âm nhạc trực tuyến lớn nhất Việt Nam. Có thời điểm trang web sở hữu lượng người dùng cao nhất so với các trang tương tự. Tuy nhiên, từ sau những năm thập niên 2000, số lượng người truy cập trang web đã suy giảm, được cho là vì chậm cải tiến trong tính năng sử dụng và không có đổi mới về công nghệ theo xu hướng hiện thời, dù đã trải qua hai lần nâng cấp vào 2011 và 2015 và buộc phải dừng hoạt động sau đó vào năm 2016 để thay đổi mô hình hoạt động.

## Bê bối
NhacSo.net từng gặp phải nhiều bê bối về vi phạm bản quyền âm nhạc. Vào ngày 26 tháng 8 năm 2008, Liên đoàn Công nghiệp ghi âm Quốc tế đã có văn bản gửi công ty chủ quản tại thời điểm là FPT Online về việc đưa các bản nhạc quốc tế lên trang web mà chưa có sự cho phép trước về bản quyền. Ngày 21 tháng 11 năm 2013, cùng với hai trang web khác, NhacSo.net bị Hiệp hội Công nghiệp Ghi âm Việt Nam (RIAV) gửi công văn đến Thanh tra Bộ Văn hóa Thể thao và Du lịch và Bộ Thông tin và Truyền thông cũng như Cục bản quyền tác giả Việt Nam về hành vi vi phạm bản quyền khi sử dụng bất hợp pháp các nội dung trong kho nhạc hơn 40.000 bài hát của hiệp hội sau khi hợp đồng về quyền sử dụng các tác phẩm trên đã kết thúc và không được gia hạn kể từ tháng 7. Đại diện của NhacSo.net sau đó cho biết đã rút nhạc từ kho của RIAV xuống từ lâu vì các điều khoản trong hợp đồng do bên trung gian được ủy quyền là VNG đưa ra không thích hợp và việc đơn vị sở hữu những bản nhạc trên không có phản hồi gì về số bài hát còn tồn tại trên trang web. Bản thân NhacSo.net cũng từng có tranh chấp với RIAV về việc sở hữu bản quyền những bài hát do các hãng băng đĩa trong nước ghi âm.
Trước đó vào năm 2011, NhacSo.net và bảy trang web âm nhạc khác đã bị ca sĩ Thái Thùy Linh gửi công văn cảnh cáo nhiều lần vì tự ý đăng trái phép những ca khúc trong album "Bộ đội" khiến cho doanh thu của album bị lỗ. Cũng vào tháng 4 năm 2007, trang web vướng phải chỉ trích vì lợi dụng ngày mất của Trịnh Công Sơn để tạo buổi giao lưu trực tuyến với người đã khuất thông qua nhà ngoại cảm bà Phan Thị Bích Hằng và sau đó bất ngờ thông báo hủy bỏ, được cho là nhằm thu hút người truy cập trang.